# 湯めどころ宇奈月

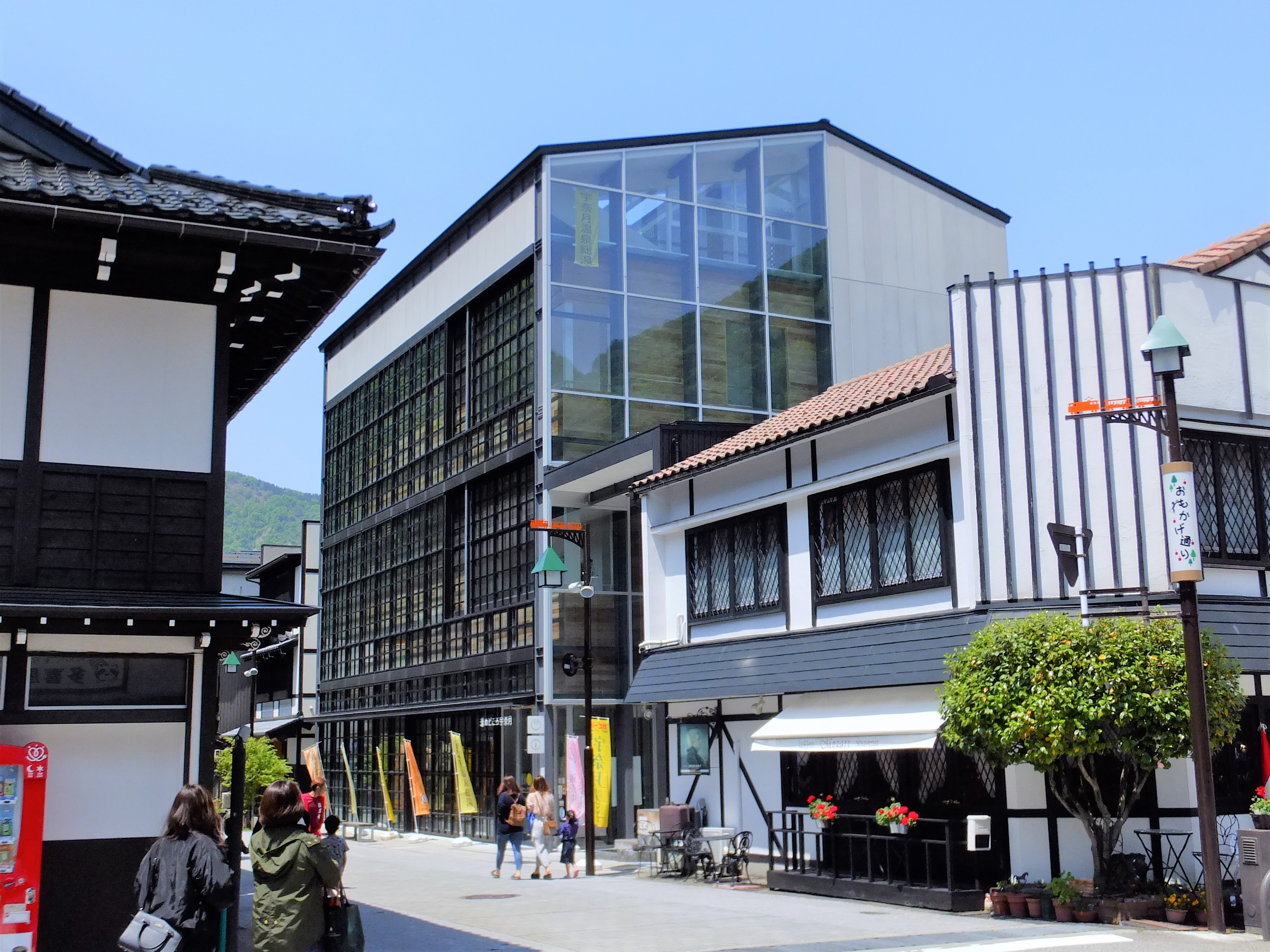
湯めどころ宇奈月の建物

湯めどころ宇奈月（ゆめどころうなづき）は、富山県黒部市宇奈月温泉256-11にある宇奈月温泉の日帰り入浴施設（総湯）である。正式名称は、黒部市宇奈月温泉総湯（くろべしうなづきおんせんそうゆ）であり、「湯めどころ宇奈月」は愛称である。

## 概要
2005年（平成17年）に構想がまとめられ、2016年（平成28年）4月8日に竣工し、同年4月27日にオープンした。鉄骨造り地下1階地上4階建て、建築面積332.36m2、延床面積1,092.96m2。総工費は7億7,000万円。
利用可能時間は9時から22時まで（最終受付時間21時）、5月から11月の第4火曜日は定休日。21台分の駐車場を完備。
建物は第28回（2017年度）北陸建築文化賞を受賞しており平成30年度、第49回富山県建築文化賞建築賞にて優秀賞を受賞している。
かつては尾の沼体験交流施設 とちの湯と共にホクタテが指定管理者として黒部市から指定管理者として運営を委託されていたが、2023年度末で契約が切れることから、2024年度（2024年4月1日）から5年間、黒部市宇奈月温泉の大高建設（同施設の建設にも関わっている）が指定管理者となることになった。

## 建物
出典は右記のものを使用
- 1階 - 観光案内所、フリースペース
- 2階 - 浴場「桃の湯」
- 3階 - 浴場「月美の湯」（一部吹き抜けの露天風呂完備）
- 屋上 - テラス

建物はおもかげ通り側を格子状の外観としている。2階と3階の浴場にはそれぞれ浅くてぬるい湯と深くて熱い湯を設けてある。また、おもかげ通り側と中央通り側に足湯が設けられており、おもかげ通り側には飲泉コーナーがある。
源泉の熱や夜間排湯の熱は床暖房や融雪などに利用する。